# Valsøyfjords kommun
Valsøyfjords kommun (norska: Valsøyfjord kommune) var en kommun i Møre og Romsdal fylke i västra Norge. Kommunen omfattade ett område i den västra delen av nuvarande Heims kommun (östra delen av den tidigare kommunen Halsa) samt ett område i den södra delen av nuvarande Aure kommun (södra delen av Ertvågsön). Byn Engan utgjorde kommunens centralort.

## Administrativ historik
Valsøyfjords kommun upprättades den 1 januari 1894 genom utbrytning ur Aure kommun. Kommunen hade 942 invånare vid upprättandet.
Den 1 januari 1965 upplöstes kommunen och delades. Huvuddelen (med 1 104 invånare) fördes till Halsa kommun (sedan den 1 januari 2020 en del av Heims kommun) medan området på Ertvågsön (med 141 invånare) fördes, tillsammans med Stemshaugs kommun och en del av Tustna kommun, till Aure kommun. Kommunen hade vid delningen totalt 1 245 invånare.